# Луизе Ринзер
Луизе Ринзер (на немски: Luise Rinser) е германска белетристка и авторка на книги за деца.

## Биография
Луизе Ринзер е родена на 30 април 1911 г. в Пицлинг (днес квартал на град Ландсберг ам Лех, Горна Бавария) като дъщеря на лекар и органист. В Мюнхен получава образование за начална учителка. След 1935 г. работи като помощник-учителка в училища в Горна Бавария.
В този период Луизе Ринзер публикува първите си кратки разкази, които я представят като млада жена с положително отношение към националсоциализма. През 1934 г. под заглавие „Младо поколение“ Ринзер написва хвалебствена поема за Адолф Хитлер. За киностудио УФА разработва през 1942 г. сценарий за женската трудова повинност. От 1936 г. е член на женската организация на НСДАП. Но отрича да е членувала в самата партия.
През 1941 г. излиза разказът на Луизе Ринзер „Стъклените пръстени“, който получава възторжена оценка от Херман Хесе. През октомври 1944 г. неин познат нацист изготвя донос срещу нея, като я набеждава в „разложителна дейност“. Ринзер е арестувана и пратена в затвора. В предговора към книгата си „Затворнически дневник“, публикувана през 1946 г., тя споделя: „По време на моя арест берлинският Народен съд провеждаше процес срещу мен. Обвинението гласеше „държавна измяна“. Въз основа на предоставените материали можеше да бъда осъдена на смърт.“ Оказва се, че в действителност тези твърдения не отговарят на истината.
От 1945 до 1953 г. Ринзер работи като сътрудничка на „Нойе цайтунг“, Мюнхен, като преди всичко рецензира книги и пише статии по културни въпроси. През 1949 г. взима участие в среща на свободното литературно сдружение Група 47.
От 1954 до 1959 г. Луизе Ринзер е женена за композитора Карл Орф. След 1959 г. живее в Рим, а от 1965 г. – в Рока ди Папа край Рим, където през 1986 г. е обявена за почетен гражданин.
Умира на 17 март 2002 г. Съгласно завещанието ѝ е погребана в община Весобрун в Горна Бавария.

### Романи
- Hochebene, 1948
- Die Stärkeren, 1948
- Mitte des Lebens, 1950
- Daniela, 1953
- Der Sündenbock, 1955
- Abenteuer der Tugend, 1957
- Die vollkommene Freude, 1962
- Ich bin Tobias, 1966
- Der schwarze Esel, 1974
- Mirjam, 1983
- Silberschuld, 1987
- Abaelards Liebe, 1991
- Aeterna (mit H. C. Meiser), 2000

### Разкази
- Die gläsernen Ringe. Abschied vom Lande der Kindheit, 1941
- Erste Liebe, 1946
- Jan Lobel aus Warschau, 1948
- Ein Bündel weißer Narzissen, 1956
- Geh fort, wenn du kannst, 1959
- Weihnachts-Triptychon (mit Scherenschnitten von Otto Diethelm), 1963
- Septembertag, 1964
- Die rote Katze, Fünf Erzählungen, 1981
- Geschichten aus der Löwengrube, Acht Erzählungen, 1986

### Автобиографични творби
- Gefängnistagebuch, 1946
- Baustelle. Eine Art Tagebuch 1967 – 1970, 1970
- Grenzübergänge. Tagebuch-Notizen 1970 – 1972, 1972
- Kriegsspielzeug. Tagebuch 1972 – 1978, 1978
- Nordkoreanisches Reisetagebuch, 1981
- Den Wolf umarmen (Autobiographie, Teil 1), 1981
- Winterfrühling. Tagebuchaufzeichnungen 1979 – 1982, 1982
- Im Dunkeln singen. Tagebuchaufzeichnungen 1982 – 1985, 1985
- Wachsender Mond. Tagebuchaufzeichnungen 1985 – 1988, 1988
- Ort meiner Kindheit: Wessobrunn, 1991
- Wir Heimatlosen. Tagebuchaufzeichnungen 1989 – 1992, 1992
- Saturn auf der Sonne. (Autobiographie, Teil 2), 1994
- Kunst des Schattenspiels. Tagebuchaufzeichnungen 1994 – 1997, 1997

### Произведения за деца и юноши
- Tiere in Haus und Hof, 1942
- Das Ohlstadter Kinder-Weihnachtsspiel, Hörspiel, 1946
- Martins Reise, 1949
- Sie zogen mit dem Stern, Eine Bubenweihnacht, 1950
- Sie zogen mit dem Stern, Eine Bubenweihnacht, Hörspiel, 1952
- Jugend unserer Zeit. Fotografien gedeutet von Luise Rinser, 1967
- Bruder Feuer, 1975
- Das Geheimnis des Brunnens, 1979
- Kursbuch für Mädchen, 1979
- Mit wem reden, 1980
- Drei Kinder und ein Stern, 1994
- Das Squirrel. Eine Geschichte von sichtbaren und unsichtbaren Wesen, 2004

### Други
- Pestalozzi und wir. Der Mensch und das Werk, 1947
- Pestalozzi (Hrsg.), Eine Auswahl für die Gegenwart, 1948
- Die Wahrheit über Konnersreuth. Ein Bericht, 1954
- Fülle der Zeit. Carl Zuckmayer und sein Werk, 1956
- Der Schwerpunkt (Essays zu Annette Kolb, Franz Werfel, Carl Zuckmayer, Elisabeth Langgässer und Bert Brecht), 1960
- Vom Sinn der Traurigkeit (Felix Tristitia), 1962
- Ich weiß deinen Namen. 73 Fotografien, gedeutet von L. Rinser, 1962
- Über die Hoffnung, 1964
- Gespräche über Lebensfragen, 1966
- Hat Beten einen Sinn?, 1966
- Jugend unserer Zeit, Fotografien gedeutet von L. Rinser, 1967
- Gespräch von Mensch zu Mensch, 1967
- Zölibat und Frau, 1967
- Laie, nicht ferngesteuert, 1967
- Fragen, Antworten, 1968
- Von der Unmöglichkeit und der Möglichkeit, heute Priester zu sein, 1968
- Unterentwickeltes Land Frau. Untersuchungen, Kritik, Arbeitshypothesen, 1970
- Hochzeit der Widersprüche, 1973
- Dem Tode geweiht? Lepra ist heilbar!, 1974
- Wie wenn wir ärmer würden, oder: Die Heimkehr des verlorenen Sohnes, 1974
- Hallo, Partner. Zeige mir, wie du dein Auto lenkst, und ich sage dir, wie (wer) du bist!, 1974
- Leiden, Sterben, Auferstehen, 1975
- Wenn die Wale kämpfen. Porträt eines Landes: Süd-Korea, 1976
- Der verwundete Drache. Dialog über Leben und Werk des Komponisten Isang Yun, 1977
- Terroristen-Sympathisanten? Im Welt-Bild der Rechten. Eine Dokumentation, 1977
- Khomeini und der Islamische Gottesstaat. Eine große Idee. Ein großer Irrtum?, 1979
- Kinder unseres Volkes, 1983
- Wer wirft den Stein? Zigeuner sein in Deutschland. Eine Anklage, 1985
- Die Aufgabe der Musik in der Gesellschaft von heute, 1986
- In atomarer Bedrohung, 1987
- Gratwanderung. Briefe der Freundschaft an Karl Rahner, 1994
- Mitgefühl als Weg zum Frieden. Meine Gespräche mit dem Dalai Lama, 1995
- Leben im Augenblick. Kurze Texte zur Sinnfrage (Hrsg. von Ute Zydek), 1996
- Reinheit und Ekstase. Auf der Suche nach der vollkommenen Liebe (mit H. C. Meiser), 1998
- Bruder Hund. Eine Legende, 1999
- Luise Rinser und Ernst Jünger Briefwechsel 1939 – 1944, 2016

## Награди и отличия
- 1952: Ehrung im Rahmen der Verleihung des René-Schickele-Preises
- 1975: Christophorus-Buchpreis der Christophorus-Stiftung des HUK-Coburg-Verbandes
- 1977: „Голям федерален орден за заслуги“
- 1979: „Награда Розвита“ на град Бад Гандерсхайм
- 1979: Premio letterario internazionale mediterraneo, Palermo, Italien
- 1980: Premio Europa, Fiuggi, Italien
- 1985: „Accademico ordinario“ der Accademia Tiberina Rom, Italien
- 1985: Johannes Bobrowski-Medaille der CDU der DDR
- 1986: Почетен доктор на университета в Пхенян (Северна Корея)
- 1987: „Награда Хайнрих Ман“ на Академията на изкуствата на ГДР
- 1987: Donna in Arte, Provinz Rom, Italien
- 1987: Autore dell'anno 1987, Palestrina (Latium), Italien
- 1988: „Награда Елизабет Ланггесер“ на град Алцай
- 1988: Premio Giustina Rocca, Trani, Italien
- 1991: Internationaler Literaturpreis „Ignazio Silone“
- 1991: Kunst-und Kultur-Preis der Stadt Landsberg am Lech